# Grote Stadskerk
De Grote Stadskerk is een kerk van de Evangelische Broedergemeente Suriname vaak afgekort als de EBGS, hernhutters of Moravische broeders, gelegen aan de Steenbakkerijstraat in Paramaribo, Suriname. De oudste delen van het gebouw dateren uit 1778.

## Geschiedenis
De eerste broeders van de Evangelische Broedergemeente kwamen al in 1735 aan in Suriname, maar mochten toen nog geen openbare diensten houden. Op 27 februari 1767 werd een missie gebouwd aan de Steenbakkerijstraat en op 31 mei 1778 werd op de plek waar nu de Grote stadskerk staat een kerk gesticht.
In 1827 werd besloten een volledig nieuwe kerk te bouwen. De eerste steen werd op 21 juli gelegd, en  op 21 juli 1828 werd de kerk ingewijd. Door vele verbouwingen uit de 19e eeuw is het eerste gebouw flink veranderd. In 1847 kreeg de kerk de huidige omvang, en heeft een klokkentoren die zich verborgen achter op het terrein bevindt.
De gemeenschap bestond voornamelijk uit slaven en vrijgemaakte slaven. Op 30 juni 1863, de dag voor de afschaffing van de slavernij werd de kerk volledig versierd met bloemen, en was er de volgende dag een groot feest.
In 2012 was de Evangelische Broedergemeente het op een na grootste protestantse kerkgenootschap in Suriname. In de census werden 60.420 leden geteld.

## Gedenkteken
Op het achtererf van de Grote Stadskerk in Paramaribo staat sinds 1957 monument voor 500 jaar Evangelische Broedergemeente op een gemetselde verhoging tussen twee rijen boompjes, ter herinnering aan 500 jaar Evangelische Broedergemeente.

## Galerij

Leden van de broedergemeente voor de kerk (~1885)
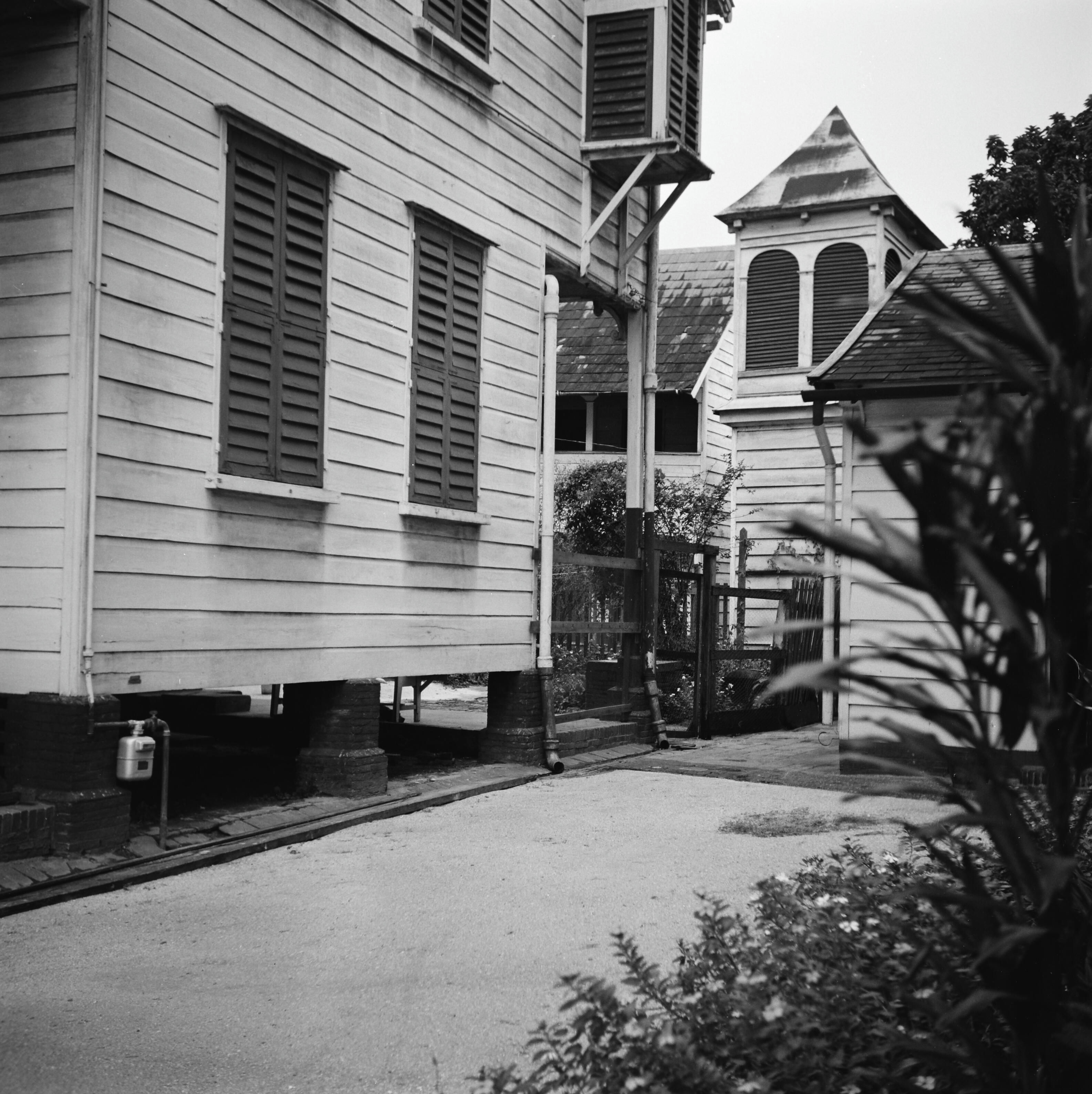
De verborgen klokkentoren (1966)
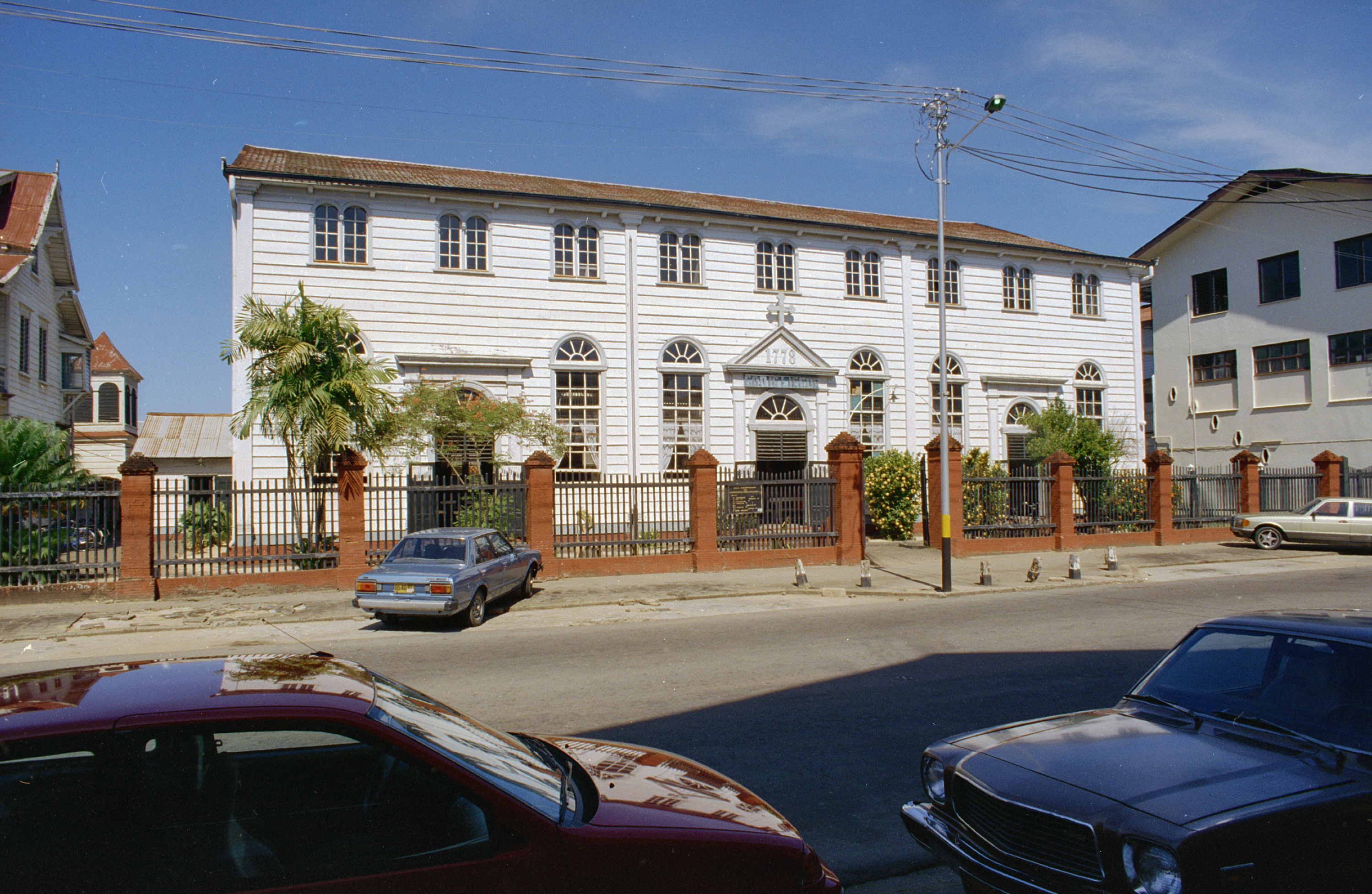
Voorgevel (1997)